# Stephens Brook (dopływ East Branch Croton River)
Stephens Brook – rzeka w Stanach Zjednoczonych, w stanie Nowy Jork, w hrabstwach Dutchess i Putnam. Jest dopływem East Branch Croton River, wpływa do tejże niedaleko Patterson. Zarówno długość cieku, jak i powierzchnia zlewni nie zostały oszacowane przez USGS.